# David Tudor
David Tudor (20. januar 1926 – 13. august 1996) var en amerikansk komponist. Hans kompositioner er ofte elektronisk musik, der kan være meget komplekse, med styring af lyd, lys og laser, og med elementer af dans, teater, tv og film. Han regnes for en af den elektroakustiske musiks pionerer.